# فيسنتي فيغا
فيسنتي فيغا (بالإسبانية: Vicente Vega)‏ هو لاعب كرة قدم فنزويلي في مركز حراسة المرمى، ولد في 21 فبراير 1955 في ماراكاي في فنزويلا. لعب مع نادي بورتوغيزا.